# Старе Куће
Старе Куће је насељено место у Босни и Херцеговини у општини Јајце. Административно припада Федерацији Босне и Херцеговине, односно њеном Средњобосанском кантону. Према попису становништва из 2013. у насељу није било становника, а село је у предратном периоду имало српску етничку већину.

## Становништво
По последњем службеном попису становништва из 2013. године у насељу Старе Куће није било становника, а село је у ранијем периоду било етнички хомогено са већинском српском популацијом.
| Националност | 2013. | 1991.       | 1981.       | 1971.       |
| Хрвати       | —     | 1 (2,22%)   | 0           | 0           |
| Срби         | —     | 44 (97,78%) | 60 (100,0%) | 79 (100,0%) |
| Укупно       | 0     | 45          | 60          | 79          |